# هيئة التشاور والمصالحة
هيئة التشاور والمصالحة هي هيئة يمنية نشأت بموجب إعلان الرئيس السابق عبد ربه منصور هادي تشكيل مجلس قيادة رئاسي في 7 أبريل 2022، وتعمل الهيئة على جمع مختلف المكونات لدعم ومساندة مجلس القيادة الرئاسي والعمل على توحيد وجمع القوى الوطنية بما يعزز جهود مجلس القيادة الرئاسي وتهيئة الظروف المناسبة لوقف الاقتتال والصراعات بين كافة القوى والتوصل لسلام يحقق الأمن والاستقرار في كافة أنحاء الجمهورية.

## المهام والاختصاصات
تعمل الهيئة على دعم ومساندة مجلس القيادة الرئاسي، وتوحيد القوى والاحزاب السياسية والمكونات الوطنية، وتهيئة الظروف والأوضاع لوقف القتال بما يساهم في استعادة مؤسسات الدولة وتفعيلها، وإحلال السلام الدائم، وترسيخ انتماء اليمن إلى حاضنته العربية.

## أعضاء الهيئة
تتكون الهيئة من خمسين عضواً (من بينهم الرئيس ونوابه الأربعة) كما يلي:
1. إبراهيم الشامي
2. أحمد القميري
3. أحمد صالح العيسي
4. أكرم نصيب العامري (نائب رئيس الهيئة)
5. ألفت الدبعي
6. أنيس الشرفي
7. بلقيس أبو أصبع
8. جميلة علي رجاء (نائبة رئيس الهيئة)
9. حسين العجي العواضي
10. حسين منصور
11. حميد الأحمر
12. رشا جرهم
13. رنا غانم
14. زيد الشامي
15. سالم ثابت العولقي
16. سلطان العتواني
17. صخر الوجيه (نائب رئيس الهيئة)
18. عبد الرحمن السقاف
19. عبد الرحمن شيخ
20. عبد الرزاق الهجري
21. عبدالله الكثيري
22. عبد الله النعماني
23. عبد الله نعمان القدسي
24. عبد الملك المخلافي (نائب رئيس الهيئة)
25. عبد الناصر محمد الخطري
26. عبد الوهاب معوضة
27. عبد الواحد القبلي نمران
28. عدنان الكاف
29. علي العشال
30. علي الكثيري
31. عبد الخالق بشر
32. علي منصر محمد مقبل
33. فضل الجعدي
34. فهد دهشوش
35. فهد كفاين
36. قاسم الكسادي
37. مبخوت بن ماضي
38. محسن باصرة
39. محمد أحمد المخلافي
40. محمد أحمد الزويدي
41. محمد الغيثي (رئيس الهيئة)
42. محمد بن عديو
43. محمد صالح القباطي
44. محمد علي الشدادي
45. محمد ناجي الشايف
46. مراد الحالمي
47. مصطفى النعمان
48. ناصر الخبجي
49. نايف البكري
50. نصر طه مصطفى

## آلية عمل الهيئة
تنتخب هيئة التشاور والمصالحة رئاستها التنفيذية من بين أعضائها في أول جلسة تعقدها بناءً على دعوة من رئيس مجلس القيادة الرئاسي، وتتكون رئاسة الهيئة من رئيس وأربعة نواب، على أن يرأس الجلسة الأولى للهيئة رئيس وأعضاء مجلس القيادة الرئاسي.
لرئيس مجلس القيادة الرئاسي تعيين من يراه من الكفاءات الوطنية لعضوية الهيئة عند الحاجة على أن لا يزيد عدد الأعضاء عن مئة عضو.